# Ignác Batthyány
Ignác Batthyány, né le 30 juin 1741 à Güssing en Autriche et mort le 17 novembre 1798 à Alba Iulia dans le Grand-duché de Transylvanie, est un évêque de Transylvanie fondateur de la célèbre bibliothèque Batthyaneum.

## Biographie
Ignác Batthyány est originaire de la noblesse hongroise : la famille Batthyány a donné de grands noms à l'histoire de la Hongrie ainsi qu'à celle de l'Autriche. 
Ignác Batthyány fut bibliothécaire à l'Athénée pontifical de l'Apollinaire à Rome. Puis il est chanoine et prévôt à Eger en Hongrie, et il devient aussi éditeur.
Il est nommé en 1781 à la tête de l'évêché d'Alba Iulia. Il devient un ardent et zélé défenseur et mécène de la culture transylvaine.
Il est le fondateur de la grande bibliothèque Batthyaneum — portant son nom — d'Alba Iulia. Sa fortune lui a permis d'acquérir en 1785 une partie de l'Évangéliaire de Lorsch. À la suite d'un legs, il intègre plus tard à sa bibliothèque l'observatoire astronomique qu'il avait lui-même fondé à Alba Iulia en 1796.

## Œuvres marquantes
- Leges ecclesiasticae regni Hungariae, Alba Iulia, 1785.
- Gérard de Csanád, Acta et scripta,  Alba Iulia, 1790 (Éditeur).